# Edwin Uehara
Edwin Uehara (født 21. juli 1969) er en tidligere japansk fodboldspiller.
Han har spillet for flere forskellige klubber i sin karriere, herunder Urawa Reds.